# West Unity
West Unity is een plaats (village) in de Amerikaanse staat Ohio, en valt bestuurlijk gezien onder Williams County.

## Demografie
Bij de volkstelling in 2000 werd het aantal inwoners vastgesteld op 1790.
In 2006 is het aantal inwoners door het United States Census Bureau geschat op 1794, een stijging van 4 (0,2%).

## Geografie
Volgens het United States Census Bureau beslaat de plaats een oppervlakte van
2,7 km², geheel bestaande uit land. West Unity ligt op ongeveer 220 m boven zeeniveau.

## Plaatsen in de nabije omgeving
De onderstaande figuur toont nabijgelegen plaatsen in een straal van 16 km rond West Unity.